# Strangalia melanura
Strangalia melanura är en skalbaggsart som först beskrevs av Ludwig Redtenbacher 1868.  Strangalia melanura ingår i släktet Strangalia och familjen långhorningar.
Artens utbredningsområde är Uruguay. Inga underarter finns listade i Catalogue of Life.
Observera att Ängsblombocken, som är mycket vanligt förekommande i Sverige och ses i blommor under högsommaren, i de flesta insektsböcker kallas Strangalia melanura. Namnet är nu ändrat till Stenurella melanura.